# Andrew Poje
Andrew Poje (Kitchener, Ontário, 25 de fevereiro de 1987) é um patinador artístico canadense. Poje compete na dança no gelo. Ele conquistou com Kaitlyn Weaver uma medalha de prata e duas de bronze em campeonatos mundiais, e duas medalhas de ouro, uma de prata e duas de bronze em campeonatos dos quatro continentes, e foram três vezes campeões do campeonato nacional canadense.

## Principais resultados

### Com Kaitlyn Weaver
| Resultados | Resultados        | Resultados       | Resultados        | Resultados        | Resultados       | Resultados        | Resultados        | Resultados       | Resultados        | Resultados        | Resultados        | Resultados        | Resultados       | Resultados    | Resultados    | Resultados    | Resultados    |
| Internacional | Internacional     | Internacional    | Internacional     | Internacional     | Internacional    | Internacional     | Internacional     | Internacional    | Internacional     | Internacional     | Internacional     | Internacional     | Internacional    | Internacional | Internacional | Internacional | Internacional |
| Evento/Temporada | 2006– 2007        | 2007– 2008       | 2008– 2009        | 2009– 2010        | 2010– 2011       | 2011– 2012        | 2012– 2013        | 2013– 2014       | 2014– 2015        | 2015– 2016        | 2016– 2017        | 2017– 2018        | 2018– 2019       |               |               |               |               |
| --- | ----------------- | ---------------- | ----------------- | ----------------- | ---------------- | ----------------- | ----------------- | ---------------- | ----------------- | ----------------- | ----------------- | ----------------- | ---------------- | ------------- | ------------- | ------------- | ------------- |
| Jogos Olímpicos |                   |                  |                   |                   |                  |                   |                   | 7.º              |                   |                   |                   | 7.º               |                  |               |               |               |               |
| Campeonato Mundial | 20.º              | 17.º             |                   |                   | 5.º              | 4.º               | 5.º               | Medalha de prata | Medalha de bronze | 5.º               | 5.º               | Medalha de bronze |                  |               |               |               |               |
| Campeonato dos Quatro Continentes |                   | 5.º              | 5.º               | Medalha de ouro   | 4.º              | Medalha de bronze |                   |                  | Medalha de ouro   | Medalha de bronze | 5.º               |                   | Medalha de prata |               |               |               |               |
| GP Grand Prix Final |                   |                  |                   |                   | 5.º              | 4.º               |                   | 5.º              | Medalha de ouro   | Medalha de ouro   |                   |                   |                  |               |               |               |               |
| GP Cup of China |                   |                  | 6.º               | 6.º               |                  |                   | Medalha de bronze |                  |                   |                   | Medalha de prata  |                   |                  |               |               |               |               |
| GP Internationaux de France |                   | 7.º              |                   |                   |                  |                   |                   |                  |                   |                   |                   | 4.º               |                  |               |               |               |               |
| GP NHK Trophy |                   |                  | 7.º               |                   | Medalha de prata | Medalha de prata  |                   |                  | Medalha de ouro   |                   |                   |                   |                  |               |               |               |               |
| GP Rostelecom Cup |                   |                  |                   |                   |                  | Medalha de prata  |                   | Medalha de prata |                   | Medalha de ouro   | Medalha de bronze |                   |                  |               |               |               |               |
| GP Skate America |                   |                  |                   |                   | 4.º              |                   | Medalha de bronze |                  |                   |                   |                   |                   |                  |               |               |               |               |
| GP Skate Canada International |                   | 6.º              |                   | Medalha de bronze |                  | Medalha de prata  |                   | Medalha de prata | Medalha de ouro   | Medalha de ouro   |                   | Medalha de prata  |                  |               |               |               |               |
| CS Autumn Classic International |                   |                  |                   |                   |                  |                   |                   |                  |                   |                   |                   | Medalha de prata  | Medalha de ouro  |               |               |               |               |
| CS Finlandia Trophy |                   |                  |                   |                   |                  |                   |                   |                  |                   | Medalha de ouro   |                   |                   |                  |               |               |               |               |
| CS Nebelhorn Trophy |                   |                  |                   |                   |                  |                   |                   |                  | Medalha de ouro   |                   |                   |                   |                  |               |               |               |               |
| Ondrej Nepela Memorial |                   |                  |                   |                   |                  |                   | Medalha de ouro   |                  |                   |                   |                   |                   |                  |               |               |               |               |
| U.S. International Classic |                   |                  |                   |                   |                  |                   |                   | Medalha de prata |                   |                   |                   |                   |                  |               |               |               |               |
| Internacional – Júnior |                   |                  |                   |                   |                  |                   |                   |                  |                   |                   |                   |                   |                  |               |               |               |               |
| Campeonato Mundial Júnior | Medalha de bronze |                  |                   |                   |                  |                   |                   |                  |                   |                   |                   |                   |                  |               |               |               |               |
| JGP JGP República Tcheca | Medalha de bronze |                  |                   |                   |                  |                   |                   |                  |                   |                   |                   |                   |                  |               |               |               |               |
| JGP JGP Taipé Chinesa | Medalha de bronze |                  |                   |                   |                  |                   |                   |                  |                   |                   |                   |                   |                  |               |               |               |               |
| Nacional |                   |                  |                   |                   |                  |                   |                   |                  |                   |                   |                   |                   |                  |               |               |               |               |
| Campeonato Canadense | Medalha de bronze | Medalha de prata | Medalha de bronze | Medalha de bronze | Medalha de prata | Medalha de prata  | WD                | Medalha de prata | Medalha de ouro   | Medalha de ouro   | Medalha de prata  | Medalha de bronze | Medalha de ouro  |               |               |               |               |
| Equipes |                   |                  |                   |                   |                  |                   |                   |                  |                   |                   |                   |                   |                  |               |               |               |               |
| Troféu Mundial por Equipes |                   |                  |                   |                   |                  |                   | 2T/2P             |                  | 4.º 4T/1P         |                   | 4.º 4T/1P         |                   |                  |               |               |               |               |
| |                   |                  |                   |                   |                  |                   |                   |                  |                   |                   |                   |                   |                  |               |               |               |               |
| Legenda: GP = Grand Prix; CS = Challenger Series; JGP = Grand Prix Júnior; WD = Abandonou; T = Posição da equipe; P = Posição individual; Competição não foi disputada nesta temporada; Competição não fez parte do GP/CS; Competição fez parte do GP/CS |                   |                  |                   |                   |                  |                   |                   |                  |                   |                   |                   |                   |                  |               |               |               |               |

### Com Alexandra Nino
| Resultados                                                                     | Resultados             | Resultados             | Resultados             | Resultados             | Resultados             | Resultados             | Resultados             | Resultados             | Resultados             | Resultados             | Resultados             | Resultados             | Resultados | Resultados | Resultados | Resultados |
| Internacional – Júnior                                                         | Internacional – Júnior | Internacional – Júnior | Internacional – Júnior | Internacional – Júnior | Internacional – Júnior | Internacional – Júnior | Internacional – Júnior | Internacional – Júnior | Internacional – Júnior | Internacional – Júnior | Internacional – Júnior | Internacional – Júnior |            |            |            |            |
| Evento/Temporada                                                               | 1999– 2000             | 2000– 2001             | 2001– 2002             | 2002– 2003             | 2003– 2004             |                        |                        |                        |                        |                        |                        |                        |            |            |            |            |
| ------------------------------------------------------------------------------ | ---------------------- | ---------------------- | ---------------------- | ---------------------- | ---------------------- | ---------------------- | ---------------------- | ---------------------- | ---------------------- | ---------------------- | ---------------------- | ---------------------- | ---------- | ---------- | ---------- | ---------- |
| JGP JGP Iugoslávia                                                             |                        |                        |                        | 7.º                    |                        |                        |                        |                        |                        |                        |                        |                        |            |            |            |            |
| JGP JGP Polônia                                                                |                        |                        |                        |                        | 5.º                    |                        |                        |                        |                        |                        |                        |                        |            |            |            |            |
| Nacional                                                                       |                        |                        |                        |                        |                        |                        |                        |                        |                        |                        |                        |                        |            |            |            |            |
| Campeonato Canadense – Júnior                                                  |                        |                        | 9.º                    | 6.º                    | 4.º                    |                        |                        |                        |                        |                        |                        |                        |            |            |            |            |
| Campeonato Canadense – Noviço                                                  | 11.º                   | Medalha de prata       |                        |                        |                        |                        |                        |                        |                        |                        |                        |                        |            |            |            |            |
|                                                                                |                        |                        |                        |                        |                        |                        |                        |                        |                        |                        |                        |                        |            |            |            |            |
| Legenda: JGP = Grand Prix Júnior; Competição não foi disputada nesta temporada |                        |                        |                        |                        |                        |                        |                        |                        |                        |                        |                        |                        |            |            |            |            |